# Mike Birbiglia
Mike Birbiglia, né le 20 juin 1978 à Shrewsbury, dans le Massachusetts, est un humoriste, scénariste, acteur et réalisateur américain.

## Jeunesse
Mike Birbiglia est né à Shrewsbury, dans le Massachusetts ; il est le fils de Marie Jean (née McKenzie), et Vincent Paul Birbiglia,. Il est d'origine italienne. Il fréquente l'école secondaire Saint-Jean à Shrewsbury, Massachusetts pendant un an, et est diplômé de l'école de Saint-Marc à Southborough, Massachusetts en 1996,, puis diplômé de l'université de Georgetown en 2000. Au cours de ses études, il est membre de la troupe d'improvisation de Georgetown.

## Carrière
Birbiglia commence sa carrière théâtrale dans trois émissions diffusées sur Comedy Central, et fait paraître trois albums au label discographique Comedy Central Records : Two Drink Mike (2006), My Secret Public Journal Live (2007), et Sleepwalk With Me Live (2011). My Secret Public Journal Live est nommé comme l'un des « meilleurs albums de comédie de la décennie » par The Onion AV Club, et Sleepwalk With Me Live est classé à la première place du Billboard Magazine.
En 2008, Birbiglia lance Sleepwalk With Me, un one-man-show mélangeant stand-up comedy et théâtre, au Bleecker Street Theatre,. Le spectacle est présenté par Nathan Lane, et New York Times le décrit dans un de ses articles comme « tout simplement parfait. » Time Out New York le nomme leur « spectacle de l'année » en 2009.
Birbiglia se lance ensuite dans le spectacle dramatique avec Sleepwalk With Me & Other Painfully True Stories, un ouvrage lancé à la 29e place du New York Times Best Seller list, et quatrième meilleure vente des ouvrages politiques sur The Washington Post. Birbiglia est également nommé pour le Prix 2011 Thurber du comédien américain pour Sleepwalk With Me & Other Painfully True Stories.
Il fait ses débuts au cinéma avec Sleepwalk With Me, un film basé sur son one-man-show homonyme. Le film est diffusé pour la première fois au Festival du film de Sundance en 2012, et remporte le NEXT Audience Award. Il est sélectionné dans la catégorie « Favori » au South By Southwest Film Festival d'Austin (Texas), et apparaît également au Nantucket Festival, où il remporte le prix du meilleur scénariste/réalisateur. Le film est produit en compagnie de Jacob Jaffke et Ira Glass, Lauren Ambrose, Carol Kane, James Rebhorn, et Cristin Milioti, avec la présence de Kristen Schaal, Wyatt Cenac, David Wain, Jessi Klein, John Lutz, et Marc Maron.
En plus de jouer dans Sleepwalk With Me, il joue également dans les films Trop loin pour toi, Bienvenue à Cedar Rapids, Ma meilleure amie, sa sœur et moi, Nos étoiles contraires, dans la série de HBO Girls, et dans le film Annie.
En 2011, Birbiglia lance son deuxième one-man+show, intitulé My Girlfriend's Boyfriend, qui dure quatre mois, et remporte le Lucille Lortel Award du meilleur radioshow solo. Il lance une tournée mondiale avec My Girlfriend's Boyfriend avec des dates de tournée aux États-Unis, en Australie, au Canada, et au Royaume-Uni. Le spectacle décrit Mike dans ses bévues romantiques. Il tourne également son spectacle comme un film, et est autobiographique. Le 2 juin 2013, Mike finit sa dernière date de tournée au Carnegie Hall,. My Girlfriend's Boyfriend est présenté numéro un des stand-up en 2013 par Vulture, Paste, The Laugh Button, et Laughspin. Il est également nommé comme l'une des meilleures comédies de 2013 par Time Out New York. Flavorwire le mentionne comme l'un des 20 spectacles les plus drôles de tous les temps.

## Vie privée
Birbiglia souffre de trouble du comportement en sommeil paradoxal, qui, une fois, l'a fait courir et sauter par la fenêtre du deuxième étage d'un motel une nuit à Walla Walla, Washington. À la suite de cet accident, il reçoit 33 points de suture à la jambe,,.

## Filmographie
- 2012 : Sleepwalk with Me (réalisateur, scénariste, acteur) : Matt Pandamiglio
- 2022 : A Man Called Otto de Marc Forster